# Sergej Botsjkov
 Sergej Botsjkov (Bakoe, 20 augustus 1979) is een  Azerbeidzjaans atleet, die is gespecialiseerd in het hink-stap-springen. Eenmaal nam hij deel aan de Olympische Spelen, maar bleef medailleloos.

## Loopbaan
Bij de wereldkampioenschappen atletiek voor junioren in Annecy in het jaar 1998 werd Botsjkov in de finale zevende, met een sprong van precies 16,00 m. Op de Olympische Spelen van 2000 in Sydney geraakte Botsjkov met een beste sprong van 16,01 niet door de kwalificaties van het hink-stap-springen.
Tweemaal wist hij zich te kwalificeren voor de wereldkampioenschappen. Zowel in 1999 als in 2001 bereikte hij echter niet de finale.
In 2004 plaatste Botsjkov zich voor de Olympische Spelen in Athene, maar hij kwam uiteindelijk niet aan de start.

## Persoonlijke records
| Onderdeel                    | Prestatie | Datum            | Plaats |
| ---------------------------- | --------- | ---------------- | ------ |
| hink-stap-springen (outdoor) | 16,82 m   | 23 mei 2003      | Moskou |
| hink-stap-springen (indoor)  | 16,20 m   | 16 februari 2003 | Moskou |

## Prestatieontwikkeling
| Jaar | Prestatie |
| ---- | --------- |
| 1998 | 16,00     |
| 1999 | 16,70     |
| 2000 | 16,31     |
| 2001 | 16,50     |
| 2002 |           |
| 2003 | 16,82     |
| 2004 | 16,67     |

## Palmares

### hink-stap-springen
- 1998: 7e WK U20 - 16,00 m
- 1999: 15e in kwal. WK - 15,91 m
- 2000: 14e in kwal. OS - 16,01 m
- 2001: 11e in kwal. WK - 16,19 m
- 2003: NM WK
- 2004: DNS OS